# 贝兹河畔米尔博
贝兹河畔米尔博（法語：Mirebeau-sur-Bèze，法語發音：[miʁbo syʁ bɛz]）是法国科多尔省的一个市镇，位于该省东部，属于第戎区。

## 地理
贝兹河畔米尔博（47°23'56"N, 5°19'6"E）面积22.19 平方千米，位于法国勃艮第-弗朗什-孔泰大區科多尔省，该省份为法国中东部省份，北起奥布省，西接涅夫勒省和约讷省，南至索恩-卢瓦尔省，东南接汝拉省，东临上索恩省，东北部与上马恩省接壤。
与贝兹河畔米尔博接壤的市镇（或旧市镇、城区）包括：万雅讷河畔布拉尼、贝勒讷沃、贝祖奥特、沙尔姆、屈斯雷、萨沃勒、塔奈、舍日、马尼圣梅达尔、贝兹河畔努瓦龙、瓦西伊。

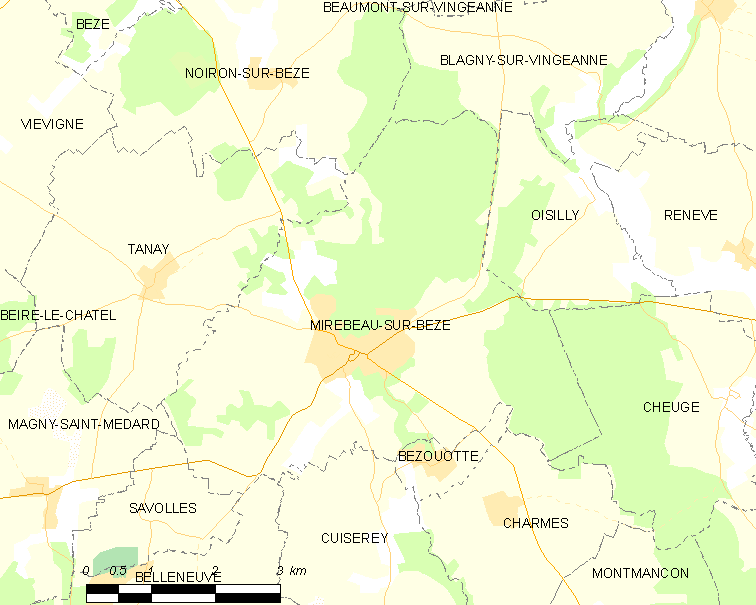
贝兹河畔米尔博的OSM定位图

贝兹河畔米尔博的时区为UTC+01:00、UTC+02:00（夏令时）。

## 行政
贝兹河畔米尔博的邮政编码为21310，INSEE市镇编码为21416。

## 政治
贝兹河畔米尔博所属的省级选区为圣阿波利奈尔县。

## 人口

1962-2008年间贝兹河畔米尔博人口变化图示

贝兹河畔米尔博于2022年1月1日时的人口数量为1937人。

## 交通
科多尔省省道D25A线、D27线、D70线、D112线和D959线经过镇中心。